# 绍平济纽
绍平济纽是巴西巴拉那州的一个市镇。总面积959.692平方公里，总人口19224人，人口密度20人/平方公里。